# Ter Borch (havezate)

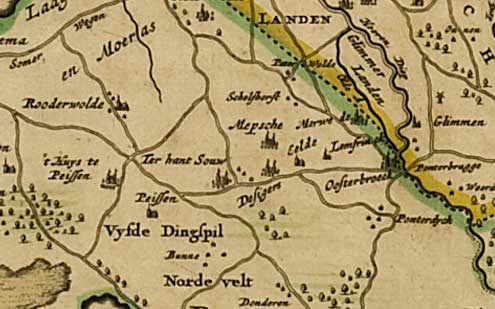
Detail van een kaart van Nicolaes Jansz Visscher uit 1663 met Ter Borch aangegeven als De Sigers en Mepschehuis als Mepsche

Ter Borch (ook Cantersborg en Sigersborg) was een havezate in de Drentse plaats Eelde in het dingspel Noordenveld. Ter Borch lag ten zuiden van Eelde op het terrein van de Waterburcht, waar voor de bouw van de havezate ooit een burcht heeft gestaan en die volgens de kroniek van Emo en Menko in 1266 werd verwoest.
De eerste bewoners van Ter Borch in Eelde waren leden van de familie Ter Borch. Of de familienaam afkomstig is van de borg of omgekeerd is niet bekend. In 1529 ontstond er onenigheid over de verdeling van de erfenis van Steven ter Borch, eigenaar van Ter Borch. Na een uitspraak van de Etstoel kwam Ter Borch in het bezit van Reint Sigers. Zijn kleinzoon Reint de Sigers ter Borch verzocht in 1643 om toelating tot de Ridderschap van Drenthe. Na een onderzoek, dat enkele jaren duurde, werd zijn zoon Johan de Sigers ter Borch toegelaten tot de Ridderschap en daarmee werd Ter Borch als havezate erkend. Johan vervulde in die tijd diverse bestuurlijke functies in Drenthe. Hij was ette, assessor in de Etstoel en gedeputeerde. In die tijd verkreeg de familie De Sigers ter Borch ook de havezaten Vennebroek en het Mepschehuis in hun bezit. Ter Borch werd het erfdeel van Reint Gijsberts de Sigers ter Borch, een van de zonen van Johan. Na zijn overlijden kwam de havezate in handen van zijn twee zusters. Een van deze zussen, Florentia Geertruida, werd in 1709 de nieuwe eigenaar. Zij was getrouwd met de drost van Gorecht, Bartholt de Canter. Aan de familie de Canter heeft Ter Borch zijn tweede naam Cantersborg te danken. In 1755 werd Ter Borch door Jan Poppe André Canter per veiling verkocht. Volgens de Groninger Courant d.d. 28 januari 1755 had de havezate tien ruime beneden- en bovenvertrekken, een keuken en een kelder.
Bij de havezate hoorden ook een schathuis, twee woningen en weide- en akkerland. De eigenaars van de havezate bezaten een eigen herenbank in de kerk van Eelde en een eigen grafkelder. De nieuwe eigenaar was de schulte van Eelde Dubbelt Willinge, die het huis verhuurde en zelf in Peize bleef wonen. Het recht van havezate werd op een gekunstelde manier verlegd naar een keuterij op het landgoed en doorverkocht aan de drost van Drenthe, Alexander Carel van Heiden. Deze verkocht de keuterij met het recht van havezate door aan een familielid Frederik Otto van Dörnberg Heiden, die in het bezit was van Lemferdinge in Eelde. Hij kreeg toestemming het gekochte recht van havezate te verleggen naar Lemferdinge. Door deze truc werd hij toegelaten tot de Ridderschap. De oorspronkelijke havezate Ter Borch werd uiteindelijk in 1798 door Dubbelt Willinge verkocht aan zijn aangetrouwde neef Jan Wilmsonn Kymmel, eigenaar van de havezate Mensinge in Roden, die Ter Borch liet slopen.
Huis te Ansen · Batinge · Ter Borch · Huis ten Clooster · Kasteel van Coevorden · Dunningen · Huis te Echten · Entinge · Huis ter Hansouwe · Havixhorst · De Kinkhorst · De Klencke · Laarwoud · Lemferdinge · Mensinga · Mensinge · Oldengaerde · Oldenhave · Overcinge · Huis te Peize · Rheebruggen · Huis te Westervelde · Vledderinge · Westrup · Wittesheuvel